# Ninnia
Ninnia is een geslacht van uitgestorven weekdieren uit de klasse van de Gastropoda (slakken). Exemplaren van dit geslacht zijn slechts als fossiel bekend.

## Soorten
- Ninnia brusinai Andrusov, 1909 †
- Ninnia magna Andrusov, 1909 †
- Ninnia martensi (Brusina, 1884) †
- Ninnia soceni Jekelius, 1944 †
- Ninnia sokolovi Andrusov, 1909 †
- Ninnia subcarinata Andrusov, 1909 †
- Ninnia taonura Andrusov, 1909 †